# Pro Bowl 2020
Match précédent Match suivant
Le Pro Bowl 2020 est le match des étoiles de football américain se jouant après la saison 2019 de la National Football League.
Il se dispute au Camping World Stadium d'Orlando dans l’état de Floride aux États-Unis, le 26 janvier 2020 entre les meilleurs joueurs des deux conférences de la NFL, la National Football Conference et l'American Football Conference pour la quatrième fois consécutive.
Il s'agit du 75e Pro Bowl si l'on prend en compte les cinq éditions du NFL All-Star Game disputées de 1938 à 1942.

## Équipe AFC
Le joueur doit accepter l'invitation à être remplaçant pour apparaître dans les listes. Celui qui refuse l'invitation n'est pas considéré comme Pro Bowler.
- (C) = le joueur a été sélectionné comme capitaine.
- a = Sélectionné comme remplaçant à la suite d'une blessure ou d'une place vacante.
- b = Blessé/joueur suspendu - sélectionné mais n'a pas participé.
- c = Remplacement du titulaire - sélectionné comme réserve.
- d = Sélectionné mais n'a pas joué car son équipe participait au Super Bowl LIV
- e = Sélectionné mais ayant choisi de ne pas participer

### Attaque
| Position         | Titulaires                                               | Réserve(s)                                              | Remplaçant(s)                                                |
| ---------------- | -------------------------------------------------------- | ------------------------------------------------------- | ------------------------------------------------------------ |
| Quarterback      | 8 Lamar Jackson, Ravens                                  | 15 Patrick Mahomes, Chiefs [d] 4 Deshaun Watson, Texans | 17 Ryan Tannehill, Titans [a]                                |
| Running back     | 24 Nick Chubb, Browns                                    | 22 Derrick Henry, Titans 21 Mark Ingram, Jr., Ravens    |                                                              |
| Fullback         | 42 Patrick Ricard, Ravens                                |                                                         |                                                              |
| Wide receiver    | 10 DeAndre Hopkins, Texans [b] 13 Keenan Allen, Chargers | 80 Jarvis Landry, Browns 10 Tyreek Hill, Chiefs [d]     | 14 Courtland Sutton, Broncos [a] 17 D. J. Chark, Jaguars [a] |
| Tight end        | 87 Travis Kelce, Chiefs [d]                              | 89 Mark Andrews, Ravens                                 | 84 Jack Doyle, Colts [a]                                     |
| Offensive tackle | 79 Ronnie Stanley, Ravens 78 Laremy Tunsil, Texans       | 77 Trent Brown, Raiders [b]                             | 78 Orlando Brown Jr., Ravens [a]                             |
| Offensive guard  | 73 Marshal Yanda, Ravens 56 Quenton Nelson, Colts        | 66 David DeCastro, Steelers [b]                         | 75 Joel Bitonio, Browns [a]                                  |
| Center           | 53 Maurkice Pouncey, Steelers [b]                        | 61 Rodney Hudson, Raiders                               | 78 Ryan Kelly, Colts [a]                                     |

### Défense
| Position           | Titulaires                                               | Réserve(s)                                              | Remplaçant(s)                                             |
| ------------------ | -------------------------------------------------------- | ------------------------------------------------------- | --------------------------------------------------------- |
| Defensive end      | 97 Joey Bosa, Chargers [b] 55 Frank Clark, Chiefs [d]    | 93 Calais Campbell, Jaguars                             | 54 Melvin Ingram, Chargers [a] 41 Josh Allen, Jaguars [a] |
| Defensive tackle   | 97 Cameron Heyward, Steelers 95 Chris Jones, Chiefs [d]  | 97 Geno Atkins, Bengals                                 | 99 Jurrell Casey, Titans [a]                              |
| Outside linebacker | 58 Von Miller, Broncos 90 T. J. Watt, Steelers           | 99 Matthew Judon, Ravens                                |                                                           |
| Inside linebacker  | 53 Darius Leonard, Colts                                 | 54 Dont'a Hightower, Patriots [b]                       | 49 Tremaine Edmunds, Bills [a]                            |
| Cornerback         | 24 Stephon Gilmore, Patriots 27 Tre'Davious White, Bills | 24 Marcus Peters, Ravens [b] 44 Marlon Humphrey, Ravens | 23 Joe Haden, Steelers [a]                                |
| Free safety        | 39 Minkah Fitzpatrick, Steelers                          | 29 Earl Thomas, Ravens                                  |                                                           |
| Strong safety      | 33 Jamal Adams, Jets                                     |                                                         |                                                           |

### Équipes spéciales
| Position           | Titulaires                    | Réserve(s)                  |
| ------------------ | ----------------------------- | --------------------------- |
| Punter             | 6 Brett Kern, Titans          |                             |
| Kicker             | 9 Justin Tucker, Ravens       |                             |
| Kick returner      | 17 Mecole Hardman, Chiefs [d] | 18 Andre Roberts, Bills [a] |
| Équipiers spéciaux | 18 Matthew Slater, Patriots   |                             |
| Long snapper       | 46 Morgan Cox, Ravens         |                             |

## Équipe NFC
Le joueur doit accepter l'invitation à être remplaçant pour apparaître dans les listes. Celui qui refuse l'invitation n'est pas considéré comme Pro Bowler.
- (C) = le joueur a été sélectionné comme capitaine.
- a = Sélectionné comme remplaçant à la suite d'une blessure ou d'une place vacante.
- b = Blessé/joueur suspendu - sélectionné mais n'a pas participé.
- c = Remplacement du titulaire - sélectionné comme réserve.
- d = Sélectionné mais n'a pas joué car son équipe participait au Super Bowl LIV
- e = Sélectionné mais ayant choisi de ne pas participer

### Attaque
| Position         | Titulaires                                                | Réserve(s)                                                       | Remplaçant(s)                                                                             |
| ---------------- | --------------------------------------------------------- | ---------------------------------------------------------------- | ----------------------------------------------------------------------------------------- |
| Quarterback      | 3 Russell Wilson, Seahawks                                | 9 Drew Brees, Saints 12 Aaron Rodgers, Packers [e]               | 8 Kirk Cousins, Vikings [a]                                                               |
| Running back     | 33 Dalvin Cook, Vikings                                   | 22 Christian McCaffrey, Panthers [b] 21 Ezekiel Elliott, Cowboys | 41 Alvin Kamara, Saints [a]                                                               |
| Fullback         | 44 Kyle Juszczyk, 49ers [d]                               |                                                                  | 30 C. J. Ham (en), Vikings [a]                                                            |
| Wide receiver    | 11 Julio Jones, Falcons [e] 13 Michael Thomas, Saints     | 13 Mike Evans, Buccaneers [b] 12 Chris Godwin, Buccaneers [b]    | 19 Amari Cooper, Cowboys [a] 19 Kenny Golladay, Lions [a] 17 Davante Adams, Packers [a]   |
| Tight end        | 85 George Kittle, 49ers [d]                               | 86 Zach Ertz, Eagles [b]                                         | 87 Jared Cook, Saints [a] 81 Austin Hooper, Falcons [a]                                   |
| Offensive tackle | 69 David Bakhtiari, Packers [e] 77 Tyron Smith, Cowboys   | 72 Terron Armstead, Saints                                       | 65 Lane Johnson, Eagles [a]                                                               |
| Offensive guard  | 70 Zack Martin, Cowboys [b] 79 Brandon Brooks, Eagles [b] | 75 Brandon Scherff, Redskins [b]                                 | 70 Trai Turner, Panthers [a] 75 Andrus Peat, Saints [a] 67 Larry Warford (en), Saints [a] |
| Center           | 62 Jason Kelce, Eagles                                    | 72 Travis Frederick, Cowboys                                     |                                                                                           |

### Défense
| Position           | Titulaires                                                     | Réseers de rve(s)                               | Remplaçant(s)                                                                             |
| ------------------ | -------------------------------------------------------------- | ----------------------------------------------- | ----------------------------------------------------------------------------------------- |
| Defensive end      | 94 Cameron Jordan, Saints 97 Nick Bosa, 49ers [d]              | 99 Danielle Hunter, Vikings                     | 97 Everson Griffen, Vikings [a]                                                           |
| Defensive tackle   | 99 Aaron Donald, Rams [e] 91 Fletcher Cox, Eagles              | 97 Grady Jarrett, Falcons                       | 97 Kenny Clark, Packers [a]                                                               |
| Outside linebacker | 55 Chandler Jones, Cardinals 52 Khalil Mack, Bears [e]         | 58 Shaquil Barrett, Buccaneers                  | 55 Za'Darius Smith, Packers [a]                                                           |
| Inside linebacker  | 54 Bobby Wagner, Seahawks [e]                                  | 59 Luke Kuechly, Panthers [b]                   | 54 Jaylon Smith, Cowboys [a] 54 Eric Kendricks, Vikings [a]                               |
| Cornerback         | 23 Marshon Lattimore, Saints [b] 25 Richard Sherman, 49ers [d] | 23 Darius Slay, Lions 20 Jalen Ramsey, Rams [b] | 23 Kyle Fuller, Bears [a] 26 Shaquill Griffin, Seahawks [a] 29 Xavier Rhodes, Vikings [a] |
| Free safety        | 32 Budda Baker, Cardinals                                      | 39 Eddie Jackson, Bears                         |                                                                                           |
| Strong safety      | 22 Harrison Smith, Vikings                                     |                                                 |                                                                                           |

### Équipes spéciales
| Position           | Titulaires                      | Réserve(s) |
| ------------------ | ------------------------------- | ---------- |
| Punter             | 5 Tress Way, Redskins           |            |
| Kicker             | 3 Wil Lutz, Saints              |            |
| Kick returner      | 11 Deonte Harris (en), Saints   |            |
| Équipiers spéciaux | 84 Cordarrelle Patterson, Bears |            |
| Long snapper       | 45 Rick Lovato, Eagles          |            |

## Nombre de sélection par franchise
| Équipes                            | Nb. |
| ---------------------------------- | --- |
| Ravens de Baltimore                | 13  |
| Bills de Buffalo                   | 3   |
| Bengals de Cincinnati              | 1   |
| Browns de Cleveland                | 3   |
| Broncos de Denver                  | 2   |
| Texans de Houston                  | 3   |
| Colts d'Indianapolis               | 4   |
| Jaguars de Jacksonville            | 3   |
| Chiefs de Kansas City              | 6   |
| Chargers de Los Angeles            | 3   |
| Dolphins de Miami                  | 0   |
| Patriots de la Nouvelle-Angleterre | 3   |
| Jets de New York                   | 1   |
| Raiders d'Oakland                  | 2   |
| Steelers de Pittsburgh             | 6   |
| Titans du Tennessee                | 4   |

| Équipes                       | Nb. |
| ----------------------------- | --- |
| Cardinals de l'Arizona        | 2   |
| Falcons d'Atlanta             | 3   |
| Panthers de la Caroline       | 3   |
| Bears de Chicago              | 4   |
| Cowboys de Dallas             | 6   |
| Lions de Détroit              | 2   |
| Packers de Green Bay          | 5   |
| Rams de Los Angeles           | 2   |
| Vikings du Minnesota          | 8   |
| Saints de La Nouvelle-Orléans | 11  |
| Giants de New York            | 0   |
| Eagles de Philadelphie        | 6   |
| 49ers de San Francisco        | 4   |
| Seahawks de Seattle           | 3   |
| Buccaneers de Tampa Bay       | 3   |
| Redskins de Washington        | 2   |

## Règles du match
Comme les années précédentes, certaines règles du Pro Bowl varient de celles de la saison régulière. Certaines des règles utilisées lors de ce match étaient  :
- Comme lors des Pro Bowls des années précédentes, il n'y a pas de kickoff après qu'une équipe a marqué des points. Cette équipe a deux options :
  - Rendre le ballon à l'équipe adverse. Celle-ci débutera sur sa ligne des 25 mètres. C'est donc une action similaire à un touchback.
  - Exécuter une action de jeu à partir de leur ligne des 25 mètres, au lieu d'un onside kick. Si elle gagne au moins 15 yards, l'équipe conserve la possession du ballon et obtient un premier down; sinon, l'autre équipe récupère la possession du ballon et joue à partir de l'endroit où le ballon a été considéré mort lors de la dernière action. Cette action est donc à considérer comme un 4e-et-15 joué à partir de leur ligne des 25 yards.
    - l'option d' « onside kick » a été tentée par l'équipe de la NFC dans le 4e quart-temps. La passe du QB Kirk Cousins a été interceptée par le S Earl Thomas.

- Les pénalités sifflée à la suite d'un faux départ contre les receveurs sur la ligne d'engagement sont assouplies, ceux-ci pouvant légèrement bouger ou soulever un pied sans se faire pénaliser.

## Résumé du match et statistiques
Début du match arbitré par Craig Wrolstad à 15 h 00 locales. Températures de 18 °C, ensoleillé.
| Systèmes | Noms            | Postes | Équipe                  |
| -------- | --------------- | ------ | ----------------------- |
| Attaque  | Lamar Jackson   | QB     | Ravens de Baltimore     |
| Défense  | Calais Campbell | DE     | Jaguars de Jacksonville |

| QT            | Temps         | Drive         | Drive         | Drive         | Équipe        | Description de l'action | Score | Score |
| ------------- | ------------- | ------------- | ------------- | ------------- | ------------- | --- | ----- | ----- |
| QT            | Temps         | Jeux          | Yards         | TDP           | Équipe        | Description de l'action | NFC   | AFC   |
| 1             | 05:03         | 5             | 90            | 02:41         | NFC           | TD de 16 yards par WR Michael Thomas à la suite d'une réception de passe de QB Drew Brees + 1 point de conversion par K Will Lutz.                                         | 7     | -     |
| 1             | 00:17         | 8             | 75            | 04:48         | AFC           | TD de 15 yards par WR Andre Roberts à la suite d'une réception de passe de QB Lamar Jackson + 1 point de conversion par K Justin Tucker.                                   | -     | 7     |
|               |               |               |               |               |               | |       |       |
| 2             | 11:37         | 7             | 75            | 03:38         | NFC           | TD de 6 yards par WR Amari Cooper à la suite d'une réception de passe de QB Russell Wilson + 1 point de conversion par K Will Lutz.                                        | 14    | -     |
| 2             | 04:35         | 12            | 75            | 07:02         | AFC           | TD de 3 yards par TE Mark Andrews à la suite d'une réception de passe de QB Lamar Jackson + 1 point de conversion par K Justin Tucker.                                     | -     | 14    |
| 2             | 01:00         | 5             | 56            | 00:58         | AFC           | TD de 13 yards par TE Jack Doyle à la suite d'une réception de passe de QB Deshaun Watson + 1 point de conversion par K Justin Tucker.                                     | -     | 21    |
| 2             | 00:06         | 3             | 30            | 00:21         | AFC           | Field goal de 50 yards par K Justin Tucker. | -     | 24    |
|               |               |               |               |               |               | |       |       |
| 3             | 08:06         | -             | -             | -             | NFC           | Interception retournée en TD sur 61 yards par DT Fletcher Cox + 1 point de conversion par K Will Lutz.                                                                     | 21    | -     |
| 3             | 02:57         | 5             | 62            | 02:41         | NFC           | TD de 13 yards par WR Davante Adams à la suite d'une réception de passe de QB Kirk Cousins mais la tentative de conversion à1 point par K Will Lutz échoue.                | 27    | -     |
| 3             | 01:37         | 3             | 75            | 01:19         | AFC           | TD de 60 yards par WR D. J. Chark à la suite d'une réception de passe de QB Ryan Tannehill + 1 point de conversion par K Justin Tucker.                                    | -     | 31    |
|               |               |               |               |               |               | |       |       |
| 4             | 10:29         | -             | -             | -             | AFC           | Fumble recouvert et retourné sur 82 yards en touchdown par OLB T. J. Watt + 1 point de conversion par K Justin Tucker.                                                     | -     | 38    |
| 4             | 04:37         | 11            | 75            | 05:45         | NFC           | TD de 4 yards par WR Davante Adams à la suite d'une réception de passe de QB Kirk Cousins mais la tentative de conversion à deux points échoue (sack sur QB Kirk Cousins). | 33    | -     |
| Score final : | Score final : | Score final : | Score final : | Score final : | Score final : | Score final : | 33    | 38    |

| Statistiques                           | NFC                                                   | AFC                                                    |
| -------------------------------------- | ----------------------------------------------------- | ------------------------------------------------------ |
| 1er down                               | 18                                                    | 27                                                     |
| 1er down à la course                   | 17                                                    | 21                                                     |
| 1er down à la passe                    | 1                                                     | 6                                                      |
| 1er down suite pénalité                | 0                                                     | 0                                                      |
| Conversion de 3e down                  | 4/8                                                   | 2/9                                                    |
| Conversion de 4e down                  | 0/3                                                   | 3/4                                                    |
| Jeux–yards                             | 49 jeux pour 382 yards                                | 67 jeux pour 452 yards                                 |
| Yards à la course                      | 4 courses pour 21 yards (moyenne de 5.3 yards/course) | 20 courses pour 71 yards (moyenne de 3.6 yards/course) |
| Yards à la passe                       | 361                                                   | 381                                                    |
| Passes : Réussies-Tentées-Interceptées | 23/42 passes complétées, 2 interceptions              | 31/45 passes complétées, 3 interceptions               |
| Réussite en zone rouge/chances         | 4/5                                                   | 3/6                                                    |
| TD                                     | 5                                                     | 5                                                      |
| Field Goals                            | 0/0                                                   | 1/1                                                    |
| Sacks (Nombre-Yards)                   | 3 pour 27 yards adverses perdus                       | 2 pou 12 yards adverses perdus                         |
| Fumbles (Nombre/Perdus)                | 3/1                                                   | 3/0                                                    |
| Pénalités (Nombre/Yards perdus)        | 4 pour 20 yards perdus                                | 3 pour 15 yards perdus                                 |
| Temps de possession                    | 25:24                                                 | 34:36                                                  |

| NFC               |                 |                                                                         |
| Quarterback       | Kirk Cousins    | 13/22 passes complétées, 181 yards, 1 interception, 2 TDs               |
| Meilleur coureur  | Dalvin Cook     | 3 courses pour 17 yards nets gagnés, 0 TD, moyenne de 15,7 yards/course |
| Meilleur receveur | Kenny Golladay  | 3 réceptions pour 109 yards gagnés, 0 TD                                |
| Meilleur tackler  | Jaylon Smith    | 12 tacles dont 9 en solo                                                |
| AFC               |                 |                                                                         |
| Quarterback       | Lamar Jackson   | 16/23 passes complétées, 185 yards, 1 interception, 2 TDs               |
| Meilleur coureur  | Mark Ingram     | 5 courses pour 31 yards nets gagnés, 0 TD, moyenne de 6 yards/course    |
| Meilleur receveur | Mark Andrews    | 9 réceptions pour 73 yards gagnés, 1 TD                                 |
| Meilleur tackler  | Stephon Gilmore | 3 tacles en solo                                                        |